# قائمة حلقات وثائقي الآن!
قائمة حلقات مسلسل وثائقي الآن!

## نظرة عامة
| الموسم | الموسم | عدد الحلقات | تاريخ البث الأصلي | تاريخ البث الأصلي |
| الموسم | الموسم | عدد الحلقات | أول عرض           | آخر عرض           |
| ------ | ------ | ----------- | ----------------- | ----------------- |
|        | 1      | 7           | 20 أغسطس، 2015    | 24 سبتمبر، 2015   |
|        | 2      | 7           | 14 سبتمبر، 2016   | يعلن لاحقاً        |

## الحلقات

### الموسم الأول 2015
| تسلسل إجمالي | تسلسل الموسم | عنوان الحلقة "بالإنجليزية"                                      | إخراج                 | كتابة                                 | تاريخ العرض    | عدد المشاهدين (بالمليون) |
| ------------ | ------------ | --------------------------------------------------------------- | --------------------- | ------------------------------------- | -------------- | ------------------------ |
| 1            | 1            | «Sandy Passage»                                                 | ريس توماس وأليكس بونو | سيث مايرز                             | 20 أغسطس 2015  | 0.16                     |
| 2            | 2            | «Kunuk Uncovered»                                               | ريس توماس وأليكس بونو | سيث مايرز                             | 27 أغسطس 2015  | 0.25                     |
| 3            | 3            | «DRONEZ: The Hunt for El Chingon»                               | ريس توماس وأليكس بونو | دافي بوردو، بيل هادر وروب كلاين       | 3 سبتمبر 2015  | 0.11                     |
| 4            | 4            | «The Eye Doesn't Lie»                                           | ريس توماس وأليكس بونو | بيل هادر وجون مولايني                 | 10 سبتمبر 2015 | 0.09                     |
| 5            | 5            | «A Town, a Gangster, a Festival»                                | ريس توماس وأليكس بونو | سيث مايرز وفريد آرميسين               | 17 سبتمبر 2015 | 0.16                     |
| 6            | 6            | «Gentle and Soft: The Story of the Blue Jean Committee, Part 1» | ريس توماس وأليكس بونو | فريد آرميسين, بيل هادر وإيريك كينوارد | 24 سبتمبر 2015 | 0.11                     |
| 7            | 7            | «Gentle and Soft: The Story of the Blue Jean Committee, Part 2» | ريس توماس وأليكس بونو | فريد آرميسين, بيل هادر وإيريك كينوارد | 24 سبتمبر 2015 | 0.10                     |

### الموسم الثاني 2016
| التسلسل الإجمالي | تسلسل الموسم | عنوان الحلقة بالإنجليزية                                | إخراج                 | كتابة                 | تاريخ العرض    | عدد المشاهدين (بالمليون) |
| ---------------- | ------------ | ------------------------------------------------------- | --------------------- | --------------------- | -------------- | ------------------------ |
| 8                | 1            | «The Bunker»                                            | ريس توماس وأليكس بونو | جون مولايني           | 14 سبتمبر 2016 | 0.126                    |
| 9                | 2            | «Juan Likes Rice & Chicken»                             | ريس توماس وأليكس بونو | سيث مايرز             | 21 سبتمبر 2016 | 0.112                    |
| 10               | 3            | «Parker Gail's Location Is Everything»                  | ريس توماس وأليكس بونو | جون مولايني وبيل هادر | 28 سبتمبر 2016 | 0.111                    |
| 11               | 4            | «Globesman»                                             | يعلن لاحقاً            | يعلن لاحقاً            | 5 أكتوبر 2016  | غ/م                      |
| 12               | 5            | «Final Transmission»                                    | يعلن لاحقاً            | يعلن لاحقاً            | 12 أكتوبر 2016 | غ/م                      |
| 13               | 6            | «Mr. Runner Up: My Life as an Oscar Bridesmaid, Part 1» | يعلن لاحقاً            | يعلن لاحقاً            | 19 أكتوبر 2016 | غ/م                      |
| 14               | 7            | «Mr. Runner Up: My Life as an Oscar Bridesmaid, Part 2» | يعلن لاحقاً            | يعلن لاحقاً            | 26 أكتوبر 2016 | غ/م                      |